# Vladimir Kovalev
Pour les articles homonymes, voir Kovalev.
Vladimir Kovalev (en russe : Владимир Ковалёв) (né le 2 février 1953 à Moscou en Russie) est un patineur soviétique qui a été vice-champion olympique aux Jeux olympiques d'hiver de 1976 à Innsbruck et double champion du monde en 1977 et 1979.

## Biographie

### Carrière sportive

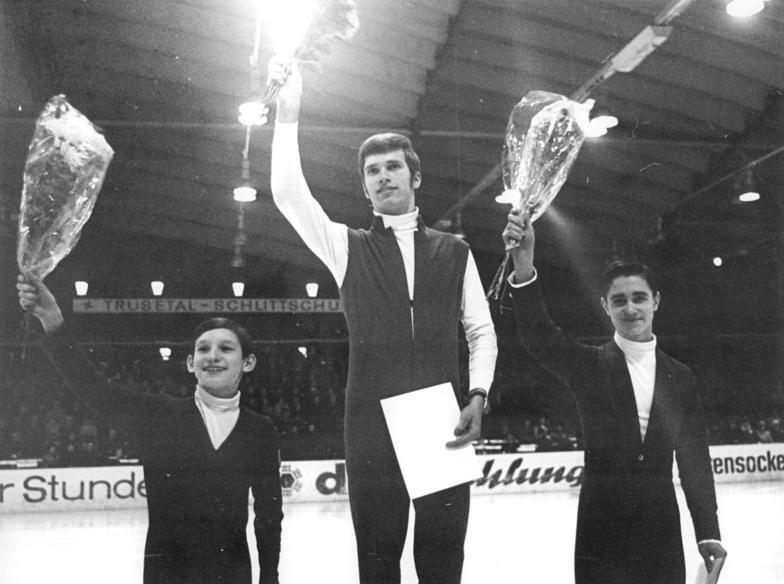
Valdimir Kovalev (à droite) à une compétition à Karl-Marx-Stadt en 1969.

Vladimir Kovalev est devenu vice-champion olympique aux Jeux olympiques d'hiver organisés à Innsbruck en 1976, derrière son concurrent britannique John Curry. Toutefois les programmes court et libre du Soviétique ont été ponctués de beaucoup d'erreurs et le public a été très mécontent quand les résultats l'ont placé devant des patineurs tels que le Canadien Toller Cranston et l'Allemand Jan Hoffmann.
Il a remporté l'or mondial à deux reprises, aux championnats du monde de 1977 à Tokyo et championnats du monde de 1979 à Vienne. Il a également obtenu une médaille d'or aux championnats d'Europe de 1975 à Copenhague.
En 1979/1980, il entame la saison olympique comme un concurrent potentiel pour la médaille d'or aux Jeux olympiques d'hiver à Lake Placid. Néanmoins, il semble qu'il ait été mal préparé à l'événement, en ayant une certaine surcharge pondérale et un manque d'inspiration. En conséquence, ses sauts étaient devenus très inconstants. Les semaines précédant les Jeux olympiques, Vladimir Kovalev a terminé 3e aux championnats d'Europe de 1980 à Göteborg, avec de mauvais programmes court et libre, loin derrière ses principaux rivaux principaux, Robin Cousins et Jan Hoffmann. Une fois à Lake Placid, Vladimir était sans doute sceptique sur ses chances de médaille et a raté la plupart des séances d'entraînement. À ses rares apparitions avant la compétition, il a été incapable de terminer les sauts de base. Après la première épreuve, il abandonna de la compétition olympique. La raison officielle était la maladie, mais selon la rumeur, il aurait été forcé d'abandonner sur les pressions des représentants soviétiques. Il décida à la suite de cette contre-performance aux JO, de quitter les compétitions du patinage amateur, sans attendre les championnats du monde de 1980 à Dortmund.

### Reconversion
Vladimir Kovalev commence en 1980 une carrière d'entraîneur de patinage artistique. Il entraîne notamment Kira Ivanova avec qui il a eu une relation amoureuse, alors qu'elle n'a que dix-sept ans. À la suite de la divulgation de cette relation, la fédération soviétique de patinage interdit alors à Kira Ivanova de participer aux compétitions en dehors de l'Union soviétique pendant deux ans, à compter de l'automne 1981. De plus, les autorités soupçonne Vladimir Kovalev et son élève de vouloir quitter leur pays pour passer à l'Ouest.
Vladimir a également entraîné Natalia Lebedeva et Maria Butyrskaya.
Dans les années 1990, il a quitté la Russie pour travailler comme entraîneur en Grèce.

## Palmarès
| Compétitions principales            | 1970    | 1971    | 1972    | 1973    | 1974    | 1975    | 1976    | 1977    | 1978    | 1979    | 1980    |  |  |  |
| Jeux olympiques d'hiver             |         |         | 8e      |         |         |         | 2e      |         |         |         | A       |  |  |  |
| Championnats du monde               |         |         | 3e      |         | 4e      | 2e      | 2e      | 1er     | 4e      | 1er     |         |  |  |  |
| Championnats d’Europe               |         |         | 6e      |         | 4e      | 1er     | 2e      | 2e      | 2e      | 2e      | 3e      |  |  |  |
| Championnats d'Union soviétique     | 5e      | 4e      | 1er     | F       | 3e      | 3e      | F       | 1er     | 2e      | F       | F       |  |  |  |
|                                     |         |         |         |         |         |         |         |         |         |         |         |  |  |  |
| Autre Compétition                   | 1969/70 | 1970/71 | 1971/72 | 1972/73 | 1973/74 | 1974/75 | 1975/76 | 1976/77 | 1977/78 | 1978/79 | 1979/80 |  |  |  |
| Moscou Skate                        | 2e      | 3e      | 2e      |         | 1er     | 1er     | 1er     | 1er     |         |         |         |  |  |  |
| Légende : F = Forfait ; A = Abandon |         |         |         |         |         |         |         |         |         |         |         |  |  |  |